# 텐오 하루카
텐오 하루카(일본어: 天王はるか, 국내명:테리)는 타케우치 나오코의 만화작품 《미소녀전사 세일러문》에 등장하는 가공의 인물이다.
애니메이션에서 목소리를 연기한 성우는 일본판은 오가타 메구미, 신작《Crystal》에서는 미나가와 준코, 한국판은 1997년~98년에 한국방송공사(이하 KBS)에서 방송판은 유남희, 2012년~16년까지 대원방송에서 재더빙한 방송판은 김나율이 연기했다.

## 인물
원작 만화 제3기, 애니메이션 《S》 시리즈부터 등장한다.
세일러 우라누스으로 변신한다. 밝은 금색(원작에서는 은색)의 쇼트커트가 특징인 쿨한 인상의 여성
등장 초부터 카이오 미치루와 같이 있는 것이 많다. 단거리 카 레이서. 고등학교 1학년이지만 토요타2000GT와 똑같은 노란 스포츠카를 애차로 가지고 있다. 차 뿐만 아니라 오토바이도 가지고 있다. 무한 학원 학생으로 다니며 토모에 소이치 교수의 모습을 감시하고 있었다. 원작에서는 무한 학원이 붕괴된 후에 잠시동안은 카 레이서에 전념하고 있다가 후에 우사기네와 같은 쥬반 고등학교에 편입한다. 인기 있는 남자를 싫어하는 듯하다.
첫 등장 후 방영 당시, 높은 인기를 자랑 했다.

## 세일러 우라누스
천왕성을 수호성으로 가진 천공과 비상의 전사. 이미지 컬러는 원작판에서는 청색, 애니메이션판에서는 다크 블루이다.
결정 대사로는 「새로운 시대에의 부름을 받고, 세일러 우라누스, 화려하게 활약」, 3명 집합시(우라누스,넵튠,플루토)에는 「천공의 별, 천왕성을 수호로 하는, 비상의 전사 세일러 우라누스」, 원작 제 3기의 등장 대사는 「바람의 별! 천왕성을 수호로 하는 천공의 전사! 세일러 우라누스!」이다.
전투력은 매우 높고, 육탄전에도 강하다. 그 강함의 이유에는 적의 강함을 표현할 때 쯤에 「우라누스조차도 대항할 수 없는 강한 적」으로 연출되는 것이 많다. 원작 제 4기에서는 천왕성의 프린세스로서 미란다캐슬이라고 하는 성을 가진다.

### 신분
- 무한학원 학생
- 쥬반 고등학생
- 세일러 우라누스

### 아이템
- 우라누스 변신 립 롯드
- 크리스탈 체인지 롯드 (원작 제 4기)
- 통신기
- 스페이스 소드(우라누스의 타리스만)
- 스타 시드

### 변신주문
- 우라누스 플래닛 파워! 메이크업!
- 우라누스 크리스탈 파워! 메이크업! (원작 제 4기, 세일러 스타즈SCD)

### 공격 주문
- 월드 쉐이킹
- 스페이스 소드 블래스타 (S124화, 극장판 Supers)
- 스페이스 터블런스 (원작 제 5기)
- 갤럭티카 스페이스 터블런스
  - 스페이스 터블런스의 갤럭시아에게 조종된 버전.

## 같이 보기
- 우라노스
- 아누